# Edensor
Edensor est une paroisse civile et un village du Derbyshire, en Angleterre.
Le village est largement la propriété des ducs de Devonshire. Les ancêtres du duc sont enterrés dans le cimetière de l'église paroissiale, dédiée à Saint-Pierre, et beaucoup des monuments dans l'église sont dédiés à la famille Cavendish.